# Paetongtarn Shinawatra
Paetongtarn Shinawatra (tiếng Thái: แพทองธาร ชินวัตร, RTGS: Phaethongthan Chinnawat; sinh ngày 21 tháng 8 năm 1986) là một nữ chính trị gia và doanh nhân người Thái Lan. Bà nguyên là Thủ tướng Chính phủ Vương quốc Thái Lan, đồng thời là lãnh đạo của Đảng Vì nước Thái. Hiện tại, bà giữ chức Bộ trưởng Bộ Văn hóa trong Chính phủ Vuơng quốc Thái Lan. Paetongtarn là con gái út và là cháu gái của hai cựu thủ tướng Thái Lan Thaksin và Yingluck thuộc gia tộc chính trị Shinawatra. Bà là thủ tướng trẻ nhất trong lịch sử Thái Lan và là người phụ nữ thứ hai giữ chức vụ này.

## Tiểu sử
Paetongtarn Shinawatra sinh ra tại Bangkok. Cô theo học tại Trường Saint Joseph Convent ở bậc trung học cơ sở và Trường Mater Dei ở bậc trung học phổ thông. Cô tốt nghiệp với bằng cử nhân Khoa học Chính trị, Xã hội học và Nhân chủng học tại Khoa Khoa học Chính trị, Đại học Chulalongkorn năm 2008 và tiếp tục học tại Anh, lấy bằng Thạc sĩ Quản lý Khách sạn Quốc tế tại Đại học Surrey.

## Đời tư
Paetongtarn có biệt danh là Ung Ing (tiếng Thái: อุ๊งอิ๊ง). Cô kết hôn với Pitaka Suksawat, một doanh nhân người Thái Lan, Phó giám đốc đầu tư của Rende Development Co., Ltd. và là thành viên hội đồng quản trị của Thaicom Foundation.
Pitak và Paethongtarn có một con gái, Thitara Suksawat, sinh ngày 10 tháng 1 năm 2021, và một con trai, Phrutthasin Suksawat, sinh ngày 1 tháng 5 năm 2023, trước cuộc tổng tuyển cử cùng tháng.

## Tặng thưởng
- Thái Lan
  -  2005 – Huân chương Direkgunabhorn[8]